# Alexis Crystal
Alexis Crystal (Praga; 1 de enero de 1993) es una actriz pornográfica y modelo erótica checa.

## Biografía
Crystal nació en Praga, capital de la República Checa, en enero de 1993. No se sabe mucho acerca de su vida antes del año 2011, cuando entra en la industria pornográfica recién cumplidos los 18 años de edad.
Desde su debut, comenzó a trabajar con productoras europeas y estadounidenses como Evil Angel, Private, Marc Dorcel Fantasies, Mile High, Eromaxx Films, Tushy, SexArt, Diablo Productions, Digital Sin o Girlfriends Films, Reality Kings, 21Sextury o Nubile Films, entre otras.
En 2015 recibió dos nominaciones en los Premios AVN en las categorías de Artista femenina extranjera del año y a la Mejor escena de sexo en producción extranjera por la película Prison.
En 2016 volvió a estar nominada en los AVN como Artista femenina extranjera del año.
Ha grabado más de 1300 películas como actriz.
Algunas películas de su filmografía son Best of Alexis Crystal, Bi Office, Cum Home For Christmas, Forever Mine, Hot Nights In Prison, Rocco's World Feet Fetish, Swingers Orgies 8, Teen Lust, Virgin's First Time o Wildest Dreams.

## Premios y nominaciones
| Año  | Ceremonia           | Resultado | Premio                                                       | Trabajo                                     |
| ---- | ------------------- | --------- | ------------------------------------------------------------ | ------------------------------------------- |
| 2015 | Premios AVN         | Nominada  | Artista femenina extranjera del año                          | —                                           |
| 2015 | Premios AVN         | Nominada  | Mejor escena de sexo en producción extranjera                | Prison                                      |
| 2016 | Premios AVN         | Nominada  | Artista femenina extranjera del año                          | —                                           |
| 2017 | Premios Venus       | Nominada  | Beste Darstellerin International                             | —                                           |
| 2019 | Premios AVN         | Nominada  | Mejor escena de sexo lésbico grupal en producción extranjera | Lil' Gaping Lesbians 8                      |
| 2019 | Premios XBIZ Europa | Nominada  | Mejor escena de sexo lésbico                                 | Girl Crush                                  |
| 2020 | Premios XBIZ Europa | Nominada  | Mejor escena de sexo lésbico                                 | Dorcel Airlines: Indecent Flight Attendants |
| 2020 | Premios XBIZ Europa | Nominada  | Mejor escena de sexo lésbico                                 | Bad Girls: Lesbian Desires                  |
| 2021 | Premios AVN         | Nominada  | Artista femenina extranjera del año                          | —                                           |
| 2021 | Premios AVN         | Nominada  | Mejor escena de sexo en producción extranjera                | Alexis 4 You                                |
| 2021 | Premios AVN         | Nominada  | Mejor escena de sexo lésbico grupal en producción extranjera | Dorcel Airlines: Indecent Flight Attendants |
| 2021 | Premios XBIZ Europa | Nominada  | Artista femenina del año                                     | —                                           |
| 2021 | Premios XBIZ Europa | Nominada  | Mejor escena de sexo lésbica                                 | Cherry's Anal Beauties                      |
| 2022 | Premios AVN         | Nominada  | Mejor escena de sexo internacional                           | Lingerie Models Agency                      |
| 2022 | Premios AVN         | Nominada  | Mejor escena de sexo internacional                           | Cherry's Anal Beauties                      |
| 2023 | Premios AVN         | Nominada  | Artista femenina extranjera del año                          | —                                           |
| 2023 | Premios AVN         | Nominada  | Mejor escena de sexo lésbico grupal en producción extranjera | Abomination                                 |
| 2024 | Premios AVN         | Nominada  | Artista femenina extranjera del año                          | —                                           |
| 2024 | Premios AVN         | Nominada  | Mejor escena de sexo lésbico grupal en producción extranjera | Perfect Moment                              |